# منتخب العراق تحت 20 سنة لكرة القدم
منتخب العراق الوطني تحت 20 سنة، والمعروف أيضاً باسم (منتخب شباب العراق)، هو الفريق الذي يمثل العراق في مسابقات كرة القدم الدولية مثل كاس العالم للشباب أو البطولات التي تقام تحت مظلة الاتحاد الآسيوي (سواء تحت 20 أو 19 سنة)، وغيرها من بطولات كرة القدم الدولية الأخرى. وهو أحد الفرق المنطوية تحت لواء الاتحاد العراقي لكرة القدم.
وفاز هذا الفريق بلقب كأس آسيا للشباب خمس مرات، وحصل على جائزة الاتحاد الآسيوي لكرة القدم كافضل فريق تحت 20 سنة لعام 2013.
كما توّج بوصيف كأس اسيا للشباب لعام 2023.